# Pokrzywianka (Jedlina-Zdrój)
Pokrzywianka – część miasta Jedlina-Zdrój, położona w województwie dolnośląskim, w powiecie wałbrzyskim, poniżej Przełęczy Koziej.